# Озеров, Сергей Павлович
Сергей Павлович Озеров (род. 12 апреля 1955, Варениковская) — российский политический деятель, депутат Государственной думы пятого созыва (2007—2011), мэр города-курорта Геленджик. В 2019 году был удостоен звания «Почётный гражданин Кубани»

## Биография
В 1980 году окончил факультет механизации Кубанского сельскохозяйственного института. В 1987 году окончил Ростовскую высшую партийную школу. В 1981 году переехал в Геленджик. В 1990 году был избран депутатом Совета народных депутатов  города-курорта Геленджика. В 1998 и в 2004 году избирался мэром Геленджика. Закончив свою политическую карьеру, был удостоен звания «Почётный гражданин Кубани». Награду вручал губернатор Краснодарского края Кондратьев Вениамин Иванович.

### Депутат госдумы
В 2007 году был избран депутатом Государственной Думы ФС РФ пятого созыва в составе федерального списка кандидатов, выдвинутого Всероссийской политической партией «Единая Россия». Член фракции «Единая Россия». Член Комитета ГД по экономической политике и предпринимательству.